# Spilhaus Inlet
Das Spilhaus Inlet ist eine Bucht im südlichen antarktischen Weddell-Meer. Sie ist neben dem McCarthy Inlet und dem Roberts Inlet eine der drei Buchten auf der Ostseite der vom Filchner-Ronne-Schelfeis umgebenen Berkner-Insel.
Wissenschaftler der US-amerikanischen Ellsworth-Station unter der Leitung des US-amerikanischen Polarforschers Finn Ronne entdeckten sie bei Überflügen und Erkundungsmärschen zwischen 1957 und 1958. Das Advisory Committee on Antarctic Names benannte sie 1988 nach dem südafrikanisch-US-amerikanischen Geophysiker und Ozeanographen Athelstan Spilhaus (1911–1998), Mitglied des US-amerikanischen Ausschusses für die Durchführung geomagnetischer Untersuchungen im Rahmen des Internationalen Geophysikalischen Jahres (1957–1958) sowie des National Science Board von 1966 bis 1972.